# 巴黎翠鳳蝶
巴黎翠鳳蝶（學名：Papilio paris）在台灣又名琉璃翠鳳蝶，是屬於鳳蝶科的一種蝴蝶，是鳳蝶屬的一種。廣泛分佈於生物地理分佈區的東洋界，包括中國大陆（西南、華南、華中、華東）至台灣等地，此外見於南亞次大陸至馬來群島廣大區域。模式產地為中國廣東。
翅膀色彩豐富，在黑色底色上散佈綠色鱗片，後翅帶有金屬光澤的藍綠色斑紋。後翅眼紋和尾狀突起形成假的頭像來迷惑捕食者。
台灣琉璃翠鳳蝶過往被認為是巴黎翠鳳蝶的一個亞種（P. p. hermosanus），現今被視為獨立一種。

## 語源
拉丁學名的種小名「paris」帕里斯，為荷馬史詩《伊里亞德》中的特洛伊王子。而法國首都巴黎並沒有此物種的記錄。
在台灣以外漢語使用地區，中文種名沿用拉丁學名，翻譯作「巴黎」，而「翠鳳蝶」則為此種的亞屬級分類名稱（Achillides）。此種曾經又稱作巴里翠鳳蝶、巴黎鳳蝶、巴黎綠鳳蝶。
在台灣，名稱同樣以後翅的藍色醒目斑紋命名，稱為「琉璃」。曾經又稱作大瑠璃鳳蝶、大琉璃鳳蝶、大琉璃紋鳳蝶、大青紋鳳蝶、大寶鏡鳳蝶。

## 分佈
中國大陆（雲南、陝西、福建、香港）、台灣、印度、老撾、泰國、越南、緬甸、印尼等。

## 形態
大型鳳蝶。後翅有尾突。雄蝶翅膀背面呈黑色，散佈金綠色鱗片，前翅的外中區具有不發達的金綠色帶；後翅的外中區具有全屬藍綠色大斑，其後端與臀角間連有金綠色線，臀角具飾有金藍色鱗的暗紅色環紋。翅膀腹面呈褐色，基部散佈草黃色鱗片，前翅上端半部份具有灰色脈間紋，後翅的亞外緣具有紫紅色新月斑。雌蝶翅底顔色較淺，背面金綠色鱗片稀疏，後翅的金斑稍為退化。春季個體較為小型。
| - 停棲 - 訪花 - 群集吸水 |

## 習性
一年多代，成蟲多見於2至10月，冬季以蛹態越冬。棲息於常綠闊葉林及熱帶雨林。幼蟲寄主為芸香科植物，包括三椏苦（三腳虌）、飛龍掌血、兩面針、山刈葉等植物。雄蝶有吸水習性。雌蝶會將卵產於植物的嫩葉、老葉上，甚至產在樹皮上。幼蟲孵化後後會直接以產卵的葉片為食，1-4齡幼蟲會停棲於葉面中脈，攝食是直接把爬到葉緣啃食葉片，終齡多停棲葉柄或枝條，少數會停棲在隱蔽處的葉片上。

## 亞種
- P. p. paris 指名亞種

- 分佈於印度西北部是中國大陆西南部（華西、華南、香港）、泰北、越南、緬甸南部
- P. p. chinensis 中原亞種 Rothschild, 1895

- 分佈於中國大陆陝西、河南、浙江、福建等
- P. p. nakaharai 台灣亞種 Shirôzu, 1960

- 分佈於台灣
- P. p. tamilana Moore, 1881

- 分佈於印度南部
- P. p. battacorum Rothschild, 1908

- 分佈於印尼蘇門答臘東北部
- P. p. gedeensis Fruhstorfer, 1893

- 分佈於印尼爪哇島格德火山
- P. p. arjuna Horsfield, 1828

- 分佈於印尼爪哇島中部
- P. p. tenggerensis Fruhstorfer, 1893

- 分佈於印尼爪哇島東部

## 文獻
- Wynter-Blyth, 1957. Butterflies of the Indian Region (1982 Reprint), 388.
- Bauer & Frankenbach, 1998, Papilionidae: Papilio Subgenus Achillides, Bhutanitis, Teinopalpus Butterflies of the world, 1: [1]

## 外部連結
- 维基共享资源上的相關多媒體資源：巴黎翠鳳蝶
- 維基物種上的相關：巴黎翠鳳蝶